# America’s Least Wanted
America’s Least Wanted ist das erste Studioalbum der US-amerikanischen Hard-Rock-Band Ugly Kid Joe. Es erschien am 8. September 1992 über Mercury Records und wurde in den Vereinigten Staaten mehr als zwei Millionen Mal verkauft.

## Entstehung und Hintergrund
Anfang 1992 verließ Gitarrist Roger Lahr aufgrund kreativer Differenzen die Band. An dem Lied Goddamn Devil war Lahr noch beteiligt. Lahrs Nachfolger wurde Dave Fortman, der zuvor in der Band Sugartooth spielte. Aufgenommen wurde das Album in den Devonshire Studios in North Hollywood. Da die Band im Herbst 1992 als Vorgruppe von Ozzy Osbourne auf Tournee gehen sollte, mussten sich die Musiker und Produzent Mark Dodson beeilen. Schließlich verwendete die Band mit Madman und Everything About You zwei Lieder von der im Vorjahr veröffentlichten EP As Ugly as They Wanna Be sowie eine Coverversion des Liedes Cat’s in the Cradle von Harry Chapin.
Für das Album konnte die Band zahlreiche prominente Gastmusiker gewinnen wie zum Beispiel Rob Halford von Judas Priest, Dean Pleasants von der Band Infectious Grooves oder die Schauspielerin Julia Sweeney, die mit der TV-Show Saturday Night Live bekannt wurde. Sechs Lieder des Albums wurden als Single ausgekoppelt. Das Albumcover zeigt das Bandmaskottchen als Freiheitsstatue, die den Mittelfinger ausstreckt. Einige Einzelhandelsketten in den USA weigerten sich, das Album mit diesem Cover zu verkaufen, so dass ein alternatives Cover angefertigt werden musste.

## Titelliste
| 1. Neighbor – 4:43 2. Goddamn Devil – 4:53 3. Come Tomorrow – 4:54 4. Panhandlin’ Prince – 5:41 5. Busy Bee – 4:08 6. Don’t Go – 4:30 7. So Damn Cool – 4:24 | 1. Same Side – 4:48 2. Cat’s in the Cradle – 4:01 3. I’ll Keep Tryin' – 4:58 4. Everything About You – 4:20 5. Madman (’92 Remix) – 3:37 6. Mr. Recordman – 4:11 |

## Rezeption
Für Oliver Klemm vom deutschen Magazin Rock Hard bewiesen Ugly Kid Joe mit diesem Album, dass sie „in jedem Fall mehr sind als die letzte Teen-Sensation, die das Glück hatte, mit der richtigen Pophymne zur richtigen Zeit am richtigen Ort gewesen zu sein“. Klemm bewertete das Album mit acht von zehn Punkten. Deborah Frost vom US-amerikanischen Magazin Entertainment Weekly hingegen bezeichnete das Album als einen schwachen Versuch, das Bandkonzept auf LP-Länge zu zerren. Mr. Recordman ist laut Frost das armseligste Liebeslied an eine Plattenfirma, das je geschrieben wurde.

## Kommerzieller Erfolg

### Chartplatzierungen
America’s Least Wanted erreichte Platz 27 der US-amerikanischen Albumcharts. In Deutschland belegte das Album Platz zehn und im Vereinigten Königreich Platz elf. Die höchste Chartplatzierung erlangte das Album in Österreich, wo es Platz vier erreichte. Weitere Platzierungen unter den ersten Zehn erlangte das Album in Australien (Platz sieben) und in Norwegen (Platz acht)
Von den sechs ausgekoppelten Singles konnten sich vier in den Charts platzieren. Dabei belegten Neighbor, So Damn Cool und Busy Bee nur im Vereinigten Königreich Chartpositionen. Die erfolgreichste Single war Cat’s in the Cradle, die in Australien zum Nummer-eins-Hit wurde. In der Schweiz erreichte die Single Platz fünf, in den Vereinigten Staaten Platz sechs, in Österreich und dem Vereinigten Königreich jeweils Platz sieben und in Deutschland Platz zehn.
| ChartsChartplatzierungen       | Höchstplatzierung | Wochen |
| ------------------------------ | ----------------- | ------ |
| Deutschland (GfK)              | 10 (39 Wo.)       | 39     |
| Österreich (Ö3)                | 4 (23 Wo.)        | 23     |
| Schweiz (IFPI)                 | 16 (21 Wo.)       | 21     |
| Vereinigte Staaten (Billboard) | 27 (51 Wo.)       | 51     |
| Vereinigtes Königreich (OCC)   | 11 (24 Wo.)       | 24     |

| ChartsJahrescharts (1993) | Platzierung |
| ------------------------- | ----------- |
| Deutschland (GfK)         | 44          |
| Österreich (Ö3)           | 30          |

### Auszeichnungen für Musikverkäufe
Für mehr als zwei Millionen verkaufte Einheiten wurde America’s Least Wanted in den Vereinigten Staaten mit Doppel-Platin ausgezeichnet. Die Single Cat’s in the Cradle erhielt in den Vereinigten Staaten eine Goldene Schallplatte. Außerhalb der USA wurde das Album in Österreich und in der Schweiz jeweils mit einer Goldenen Schallplatte ausgezeichnet.
| Land/Region               | Auszeichnungen für Musikverkäufe (Land/Region, Auszeichnung, Verkäufe) | Verkäufe  |
| ------------------------- | ---------------------------------------------------------------------- | --------- |
| Australien (ARIA)         | 2× Platin                                                              | 140.000   |
| Frankreich (SNEP)         | Gold                                                                   | 100.000   |
| Kanada (MC)               | Platin                                                                 | 100.000   |
| Österreich (IFPI)         | Gold                                                                   | 25.000    |
| Schweiz (IFPI)            | Gold                                                                   | 25.000    |
| Vereinigte Staaten (RIAA) | 2× Platin                                                              | 2.000.000 |
| Insgesamt                 | 3× Gold · 5× Platin ·                                                  | 2.390.000 |